# Link 11
TADIL-A／Link 11是北约用来交换数字数据的安全半双工战术数据链路。它最初是由加拿大皇家海军、美国海军和皇家海军成员组成的联合委员会开发的，用于在舰艇之间传递准确的目标信息。最终标准于 1957年11月在渥太华签署，英国提出“TIDE”这个名称，意为“战术国际数据交换”。后来它成为北约標準化協議标准化流程的一部分。
该系统在两种频率範圍上运行，一种是用于視距外通信的高频，另一种是超高频，使用更小的天线，适用于较小的船舶，但缺乏視距外性能。该系统發送30位元的数据，其中包含6位元纠错数据和24位元有效负载加密数据。
Link 14作为Link 11的低階版本同时被采用。Link 14本质上是一个缺乏加密和自动化的数字電傳打字機系统，旨在用于缺乏以自动化方式使用Link 11数据的能力的船舶。
“Link 11”这一名称源自“Link II”，这是在北约采用阿拉伯數字标准化之前，英國使用的羅馬數字命名。“Link I”是综合显示系统使用的数据链路。

## 概述
Link 11在机载、陆基和舰载战术数据系统之间交换数字信息。它是交换視距外雷达追蹤信息等数据的主要手段。Link 11可用于高频或超高频。然而，美国陆军仅使用高频。Link 11依靠单一平台来回報传感器检测的位置信息。该位置信息可以通过附加数据进行放大，以鉴定所检测到的轨道的身份。Link 11是由拉尔夫·本杰明与朴茨茅斯海军部水面武器机构共同开发的。
Link 11将被Link 22取代。
Link 11由美国国防部定义为MIL-STD-6011和TADIL-A。
1980年代，Link 11最初包含在NAUTIS（海军自主战术信息系统）系统裡作为中期升级的一部分，安装於新西兰皇家海军Leander级巡防艦坎特伯雷号；NAUTIS版本也出现在皇家海军狩猎级掃雷舰上。

## 技术特点
Link 11是半双工网络链路，通常通过数据网络控制站（DNCS）点名进行操作。Link 11也可以工作在广播模式。Link 11接口中使用的点名操作模式要求每个参与单元（PU）依次响应，同时所有其他站都在接收。
数据网络控制站透過向特定参与单元尋址和傳輸詢問訊息來發起點名，其参与单元透過傳輸其資料進行回應。然后数据网络控制站询问规定点名中的下一个参与单元。Link 11可以在高频 和/或超高频频段上传输。数据速度可选择2250或1364bps。双边带分集操作和多普勒频移校正功能提高了数据交换的可靠性和准确性。Link 11在高频（2-30 MHz）和/或超高频（225-400 MHz）（視線傳播）上运行。某些数据终端装置（DTS）提供选择常规Link 11波形（CLEW）或单音Link 11波形（SLEW）的选项。SLEW和CLEW波形不兼容。除其他增强功能外，SLEW还提供了增强的传播和更强大的纠错算法。虽然可以选择在CLEW或SLEW中运行，但特定Link 11网络中的所有参与者都必须选择相同的波形以实现单元之间的连接。

## 术语变更
战术数字信息链路（TADIL）一词已过时（根据DISA指南），现在更常见的是战术数据链路（TDL）